# Вавиловка (Башкортостан)
Вавиловка (баш. Вавиловка) — упразднённый в 2005 году посёлок Кальтовского сельсовета Иглинского района Республики Башкортостан.

## География
Находилась Вавиловка на сельской дороге в Малеевку.

### Географическое положение
Расстояние до (на 1 января 1969):
- районного центра (Иглино): 39 км,
- центра сельсовета (Кальтовка): 14 км,
- ближайшей ж/д станции (Иглино): 39 км.

## История
Название от антропонима Вавилов с суфф. -к-(-а), согласно Словарю топонимов Башкирской АССР (1980).
Закон Республики Башкортостан от 20 июля 2005 года № 211-з «О внесении изменений в административно-территориальное устройство Республики Башкортостан в связи с образованием, объединением, упразднением и изменением статуса населённых пунктов, переносом административных центров» гласил:

ст.1

4. Упразднить следующие населенные пункты:

21) в Иглинском районе:

а) деревню Бабенское Кальтовского сельсовета;

б) поселок Вавиловка Кальтовского сельсовета;

е) деревню Малеевка Кальтовского сельсовета

## Население
На 1 января 1969 года проживали 85 человек; преимущественно русские.